# Ngô Đình Diệm
Ngô Đình Diệm (Hué, Quang Binh, 3 januari 1901 - Saigon, 2 november 1963) was een Zuid-Vietnamees politicus. Van 1955 tot 1963 was hij president van Zuid-Vietnam. Zijn achternaam is Ngô.

## Achtergrond en vroege carrière
Ngô Đình Diệm werd geboren in Hué, de oorspronkelijke hoofdstad van de Nguyen-dynastie die over Annam regeerde. Ngô Đình Diệm was afkomstig uit een rooms-katholieke mandarijnenfamilie. Hij studeerde aan het seminarium in New Jersey.
In 1933 was Ngô Đình Diệm enige maanden minister van Binnenlandse Zaken in het kabinet van keizer Bảo Đại van Annam; hij trok zich echter terug uit protest tegen het Franse koloniale bewind.
In maart 1945 werd Vietnam door Japan bezet en de Japanners benoemden Bảo Đại tot keizer van heel Vietnam (dus niet alleen maar van Annam). De Japanners wilden aanvankelijk Ngô Đình Diệm aanstellen als premier, maar zagen hier op het laatste moment van af. Later dat jaar, na de Japanse capitulatie, werd Ngô Đình Diệm gedwongen om in ballingschap te gaan in China. In 1946 keerde hij naar Vietnam terug, waar Hồ Chí Minh hem probeerde over te halen om zich bij de communisten aan te sluiten, maar hier reageerde hij negatief op toen hij erachter kwam dat zijn oudere broer vermoord was door Hồ's aanhangers. Ook pogingen van keizer Bảo Đại (die op dat moment in Hongkong verbleef) om zich bij hem aan te sluiten, wees Ngô Đình Diệm af. Nadien leefde hij in ballingschap in de Verenigde Staten van Amerika.

## Premier
Na de terugtrekking van Frankrijk uit Zuid-Vietnam in 1954, keerde Ngô Đình Diệm naar Zuid-Vietnam terug. Bảo Đại, die op dat moment staatshoofd was van Zuid-Vietnam belastte hem op 18 juni 1954 met de vorming van een kabinet. Als premier wees hij de Akkoorden van Genève af. Deze akkoorden voorzagen in verkiezingen voor héél Vietnam, gevolgd door hereniging. Ngô Đình Diệm wilde pas verkiezingen houden wanneer de communistische Noord-Vietnamese regering zou aftreden.

## President
Op 26 oktober 1955 hield Ngô Đình Diệm een referendum, waarin de bevolking zich kon uitspreken of men Bảo Đại als staatshoofd wilde behouden (Bảo Đại was 'staatshoofd' van Zuid-Vietnam, hij was sedert augustus 1945 geen keizer meer), of dat men een republiek wilde met Ngô Đình Diệm als president. Dit referendum verliep oneerlijk. Aanhangers van Ngô Đình Diệm dwongen mensen om voor de republiek te stemmen en tegen Bảo Đại. Ngô Đình Diệm 'won' het referendum en werd president van Zuid-Vietnam. Bảo Đại ging in ballingschap naar Frankrijk.
Nadat Ngô Đình Diệm president was geworden liet hij zich omringen door Amerikaanse adviseurs en benoemde hij familieleden tot ministers en raadgevers. Ngô Đình Nhu, zijn broer, werd partijleider van de Can Lao Partij, de presidentiële politieke partij, en omdat Ngô Đình Diệm niet getrouwd was, vervulde Ngô Đình Nhu's echtgenote, Madame Nhu, het ambt van first lady. Andere broers van Ngô Đình Diệm, Ngô Đình Canh en Ngô Đình Luyen, vervulden respectievelijk de ambten van gouverneur van Hué en ambassadeur in Londen. Pierre-Martin Ngo Dinh Thuc, de oudere broer van de president, was rooms-katholiek aartsbisschop van Hué.
Onder leiding van de katholieke Ngô Đình Diệm en zijn familie werden opium-salons, echtscheiding, abortus en bordelen in Zuid-Vietnam verboden. De wetten tegen overspel werden aangescherpt. De gangstergroepen rondom Le Van Vien en van een aantal anderen werden opgerold. Een en ander ging echter wel gepaard met openbare terechtstellingen. Ondanks deze maatregelen werd het niet veiliger in Zuid-Vietnam. De Noord-Vietnamese Vietminh werd steeds populairder, evenals haar in Zuid-Vietnam opererende tak, de Vietcong. Eind jaren 50 trachtte Ngô Đình Diệm landhervorming door te voeren, wat mislukte. Na verloop van jaren werd het regime van Ngô Đình Diệm steeds impopulairder, met name onder de boeddhistische bevolking die vond dat de president de rooms-katholieken voortrok. In de jaren 60 staken Thích Quảng Đức en andere boeddhistische monniken zich in brand als protest tegen het regime. Overigens groeide ook het verzet onder de katholieke aristocratie, die vond dat Ngô Đình Diệm eventuele vredesbesprekingen met Noord-Vietnam in de weg stond.
Recentere universitaire studies die meer gebaseerd zijn op bronnen met een Vietnamese achtergrond en gezichtspunten presenteren Ngo Dinh Diem als een bekwaam leider, met een langetermijnvisie op de nationale bouw en modernisering van Zuid-Vietnam. Het economische en sociale beleid is positief, met de bouw van nieuwe openbare scholen en een snelle economische groei in Zuid-Vietnam.
Aan de andere kant moest het feit dat de regering anti-boeddhistisch was nog worden aangetoond: een VN-onderzoek in 1963 leidde tot de vrijheid van de boeddhistische sekte. Bovendien had Diệm, volgens de historicus Mark Moyar, publiek beleid geleid dat gunstig was voor de boeddhistische gemeenschappen in Zuid-Vietnam, gaf hen toestemming om religieuze activiteiten uit te voeren die werden verboden door de voormalige Franse koloniale macht, en financiering de bouw van boeddhistische scholen, de organisatie van ceremonies en de bouw van nieuwe pagodes. Van de achttien leden van het Diệm-kabinet waren er vijf katholieken, vijf confucianen en acht boeddhisten, waaronder een vice-president en een minister van Buitenlandse Zaken. Slechts drie van de negentien beste militaire leiders waren katholieken.
Als de regering van Diệm altijd elke aantijging van vervolging tegen boeddhisten heeft ontkend en deze immolaties en opstanden heeft gepresenteerd als de vrucht van de infiltratie van communistische guerrilla's vermomd als bonzen; sommige Frans-Vietnamese auteurs steunen dit proefschrift van infiltratie, dat toen een grote instrumentalisering van deze stoornissen mogelijk maakte door de Amerikaanse en Noord-Vietnamese propaganda om de Zuid-Vietnamese regering te destabiliseren en te demoniseren. Politie-invallen hebben de Zuid-Vietnamese autoriteiten in staat gesteld om de aanwezigheid van oorlogswapens in een aantal pagodes te ontdekken, resulterend in de sluiting van 12 van hen.

## De val van Ngô Đình Diệm en zijn dood
De Amerikanen constateerden dat het regime aan populariteit inboette en besloten bij een eventuele coup tegen president Ngô Đình Diệm niet in te grijpen. De ambassadeur van de VS, Henry Cabot Lodge, weigerde nog langer met Ngô Đình Diệm te praten en steunde openlijk hoge legerofficieren die bekendstonden om hun negatieve houding ten opzichte van het regime.
Op 1 november 1963 pleegden ontevreden officieren, onder leiding van generaal Duong Van Minh, van het Zuid-Vietnamese leger een staatsgreep. Daarbij kwamen zowel Ngô Đình Diệm als zijn jongere broer Ngô Đình Nhu (chef van de veiligheidsdienst) om het leven (gedateerd op 2 november). Madame Nhu, de invloedrijke vrouw van Ngô Đình Nhu, verbleef op dat moment met haar dochter in de VS; zij beschuldigde de Amerikaanse regering van president John F. Kennedy van betrokkenheid bij de coup.
De realiteit van de feiten lijkt aan deze vermoedens geloof te hechten; de Amerikanen, die graag sterker wilden meedoen in Zuid-Vietnam (sturen van troepen, installatie van Amerikaanse bases, wat Ngo Dinh Diem weigerde, uit vrees dat een dergelijk initiatief Noord-Vietnamese propaganda zou dienen; samenwerking tussen Zuid-Vietnamese troepen en Amerikaanse militaire adviseurs), geloofden dat de laatste niet in staat was om de guerrilla's van de Viet Cong te verslaan en zal proberen de macht omver te werpen. Voortbouwend op dit feit is een militaire junta zelfs nog gunstiger voor een toename van de Amerikaanse inzet tegen de communisten, leidend tot een escalatie van spanningen en de Vietnamoorlog die daarop volgde. Gederubriceerde archieven van het National Security Archive legden de schuld van de staatsgreep en de dood van de zittende Zuid-Vietnamese president direct bij de CIA en en president John F. Kennedy.
De broer van Ngô Đình Diệm, aartsbisschop van Hué Pierre-Martin Ngo Dinh Thuc († 1984), ontkwam aan de dood doordat hij zich in Rome bevond op het Tweede Vaticaans Concilie (1962-1965). Later zou deze geestelijke opschudding veroorzaken door zijn niet door Rome goedgekeurde bisschopswijdingen.